# Paul Arizin
Paul Joseph Arizin (Filadélfia, 9 de abril de 1928 - Springfield, 12 de dezembro de 2006) foi um jogador norte-americano de basquete que passou toda a sua carreira na National Basketball Association (NBA) com o Philadelphia Warriors. Ele se aposentou com o terceiro maior pontuador da história da NBA (16.266) e foi nomeado para as equipes do 25º, 50º e 75º aniversário da NBA.

## Primeiros anos
Nascido na Filadélfia, filho de imigrantes franceses, Arizin não jogou basquete na La Salle College High School, não conseguindo entrar no time em seu único teste no último ano. Arizin se formou apenas um ano antes de outro membro do Hall da Fama do Basquete, Tom Gola, entrar na La Salle College High School como calouro.
Durante seu primeiro ano em Villanova, Arizin jogou basquete CYO (Catholic Youth Organization) na Filadélfia. No final daquela temporada, Al Severance, então treinador de basquete de Villanova, compareceu a um dos jogos do CYO. Depois, Severance aproximou-se de Arizin e perguntou-lhe se gostaria de ir a Villanova, ao que Arizin respondeu: "Já vou a Villanova".
Arizin fez parte do time em 1947, seu segundo ano, e jogou por três anos. Em 1950, ele foi nomeado o Jogador Universitário do Ano depois de liderar o pais com média de 25,3 pontos. Durante um jogo em 12 de fevereiro de 1949, Arizin marcou 85 pontos contra o Naval Air Materials Center. Ele também marcou pelo menos 100 pontos em um jogo enquanto jogava pelo Villanova, mas o jogo não é reconhecido pela NCAA.

## Carreira profissional

### Philadelphia Warriors (1950-1962)
Depois de ser selecionado pelos Warriors com a primeira escolha no draft da NBA de 1950, Arizin teve média de 17,2 pontos em sua temporada de estreia e foi nomeado o Novato do Ano. Ele se tornou um dos maiores jogadores da NBA da década de 1950, liderando a liga em pontuação durante as temporadas de 1951-52 e 1956-57. Arizin ficou de fora das temporadas de 1952-53 e 1953-54 enquanto servia na Marinha durante a Guerra da Coréia.
Arizin ficou famoso por seus arremessos e se uniu ao pivô Neil Johnston para formar a melhor dobradinha ofensiva da NBA na época, levando os Warriors ao título da NBA de 1956. Ele também jogou com Joe Fulks no início de sua carreira e com as lendas Tom Gola e Wilt Chamberlain no final de sua carreira no início dos anos 1960. Arizin optou por se aposentar da NBA em vez de se mudar com os Warriors para San Francisco. No momento de sua aposentadoria, nenhum jogador havia se aposentado com uma média de pontuação mais alta (21,9 pontos) em sua temporada final. Esse recorde permaneceria até a aposentadoria de Bob Pettit em 1965, após uma temporada em que ele teve uma média de 22,5 pontos.
Arizin jogou em um total de 10 All-Star Games (ele foi o MVP do All-Star Game da NBA de 1952) e foi nomeado para a Primeira-Equipe da NBA em 1952, 1956 e 1957.

### Camden Bullets (1962-1965)
Depois de se aposentar da NBA, Arizin jogou por três temporadas no Camden Bullets da Continental Basketball Association, que conquistou o título de 1964. Com média de mais de 20 pontos a cada temporada, ele foi nomeado o MVP da CBA em 1963.

### Legado
Arizin foi nomeado para a equipe do 25º aniversário da NBA em 1971. Ele foi introduzido no Hall da Fama do Basquete em 1978 e foi selecionado para os 50 maiores jogadores da história da NBA em 1996. Em outubro de 2021, Arizin foi homenageado como um dos maiores jogadores da liga de todos os tempos ao serem nomeados para a equipe do 75º aniversário da NBA. Ele foi introduzido na classe inaugural do Philadelphia Sports Hall of Fame em 2004. Arizin morreu enquanto dormia aos 78 anos em 12 de dezembro de 2006, em Springfield, Pensilvânia.

## Estatísticas da NBA

### Temporada regular
| Ano      | Equipe       | PJ  | MPG   | AP   | LL    | RT   | AS  | PPJ   |
| -------- | ------------ | --- | ----- | ---- | ----- | ---- | --- | ----- |
| 1950–51  | Philadelphia | 65  | –     | .793 | .407  | 9.8  | 2.1 | 17.2  |
| 1951–52  | Philadelphia | 66  | 44.5* | .818 | .448* | 11.3 | 2.6 | 25.4* |
| 1954–55  | Philadelphia | 72  | 41.0* | .776 | .399  | 9.4  | 2.9 | 21.0  |
| 1955–56  | Philadelphia | 72  | 37.8  | .810 | .448  | 7.5  | 2.6 | 24.2  |
| 1956–57  | Philadelphia | 71  | 39.0  | .829 | .422  | 7.9  | 2.1 | 25.6* |
| 1957–58  | Philadelphia | 68  | 35.0  | .809 | .393  | 7.4  | 2.0 | 20.7  |
| 1958–59  | Philadelphia | 70  | 40.0  | .813 | .431  | 9.1  | 1.7 | 26.4  |
| 1959–60  | Philadelphia | 72  | 36.4  | .798 | .424  | 8.6  | 2.3 | 22.3  |
| 1960–61  | Philadelphia | 79  | 37.2  | .833 | .425  | 8.6  | 2.4 | 23.2  |
| 1961–62  | Philadelphia | 78  | 35.7  | .805 | .410  | 6.8  | 2.6 | 21.9  |
| Carreira | Carreira     | 713 | 38.5  | .806 | .420  | 8.6  | 2.3 | 22.7  |
| All-Star | All-Star     | 9   | 22.9  | .806 | .466  | 5.2  | .7  | 15.2  |

### Playoffs
| Ano      | Equipe       | PJ | MPG  | MPJ  | AP   | RT   | AS  | PPJ  |
| -------- | ------------ | -- | ---- | ---- | ---- | ---- | --- | ---- |
| 1951     | Philadelphia | 2  | –    | .519 | .813 | 10.0 | 1.5 | 20.5 |
| 1952     | Philadelphia | 3  | 40.0 | .453 | .879 | 12.7 | 2.7 | 25.7 |
| 1956     | Philadelphia | 10 | 40.9 | .450 | .838 | 8.4  | 2.9 | 28.9 |
| 1957     | Philadelphia | 2  | 11.0 | .375 | .600 | 4.0  | 0.5 | 4.5  |
| 1958     | Philadelphia | 8  | 38.6 | .391 | .778 | 7.8  | 2.0 | 23.5 |
| 1960     | Philadelphia | 9  | 41.2 | .431 | .873 | 9.6  | 3.7 | 26.3 |
| 1961     | Philadelphia | 3  | 41.7 | .328 | .697 | 8.7  | 4.0 | 22.3 |
| 1962     | Philadelphia | 12 | 38.3 | .375 | .863 | 6.7  | 2.2 | 23.2 |
| Carreira | Carreira     | 49 | 35.9 | .415 | .792 | 8.4  | 2.4 | 21.8 |